# Carinaro
Carinaro är en ort och kommun i provinsen Caserta i regionen Kampanien i Italien. Kommunen hade 7 104 invånare (2017).